# Carsonville (Michigan)
Carsonville – wieś w Stanach Zjednoczonych, w stanie Michigan, w hrabstwie Sanilac.